# Vol 302 d'Ethiopian Airlines
El Vol 302 d'Ethiopian Airlines (ET302/ETH302) va ser un vol regular internacional de passatgers d'Ethiopian Airlines de l'Aeroport Internacional Bole (Etiòpia) a l'Aeroport Internacional Jomo Kenyatta (Kenya). El 10 de març de 2019, el Boeing 737 MAX 8, sota el qual operava el vol, es va estavellar poc després de l'enlairament. No va haver-hi supervivents i van morir 157 persones.
És el pitjor accident de la història d'Etiòpia i també de les línies aèries etíops, per sobre del segrest i posterior accident del Vol 961 d'Ethiopian Airlines enfront de les illes Comores el 1996. És el segon xoc d'un Boeing 737 MAX després del del Vol 610 de Lion Air a l'octubre de 2018. La similitud amb aquest accident va provocar que 42 països suspenguessin els vols i li tanquessin el seu espai aeri a aquest model d'aeronau mentre s'esclareixen els fets, inclòs Estats Units.

## Avió
L'avió accidentat va ser un Boeing 737 MAX 8, registre ET-AVJ. c / n 62450, msn 7243. Va ser fabricat a l'octubre de 2018 i lliurat el 15 de novembre de 2018. Tenia quatre mesos de servei al moment de l'accident.
El model Boeing 737 MAX 8 va entrar en servei en 2017, i ja va estar involucrat en un accident fatal anteriorment, l'esdevingut en el Vol 610 de Lion Air a l'octubre de 2018. Després d'aquest xoc, Boeing va parlar de reparar el programari del model, doncs una de les hipòtesis de l'apunta al fet que aquest va ser el responsable de la pèrdua d'altura. No obstant això, diversos mesos després no s'havia realitzat cap acció correctiva.
Al gener 2019, només s'havien produït 350 avions d'aquest tipus. El 737-8 MAX va fer el seu vol d'estrena el 29 de gener de 2016, el que en fa un dels avions més nous en la flota de Boeing i en la generació més nova del Boeing 737.

## Accident

En blau la ruta del vol 302 i el punt de color vermell representa el lloc de l'accident.

El 302 era un vol internacional de passatgers programat d'Addis Abeba a Nairobi. Portava 149 passatgers i vuit tripulants. El pilot va avisar la torre de control que tenia dificultats i va demanar tornar a l'aeroport de la capital etíop, pel que va rebre permís. L'avió va desaparèixer del radar després de tres minuts en l'aire. Segons les dades del radar de vol, l'avió ascendia de manera erràtica, amb una velocitat aerodinàmica vertical inestable. Es va informar que l'aeronau es va estavellar a prop de Bishoftu a les 08.44 hora local (05:44 UTC), sis minuts després de l'enlairament a les 8:38 hora local. Bishoftu es troba a 62 quilòmetres al sud-est de l'aeroport Bole.
Testimonis van informar que l'aeronau feia «sorolls estranys» i deixava un «rastre de fum» darrere, amb espurnes de foc posterior a prop de la cua i enderrocs com a roba i paper, just abans que s'estavellés. Segons altres testimonis, l'avió va caure en picat sense que hi hagués flames abans de l'impacte. Després de l'accident, Boeing va ordenar la construcció de simuladors de vol per a aquest model. Fins a aquest llavors, l'entrenament s'havia realitzat a distància, amb tres hores de vídeos i una dotzena de llibres blancs sobre les principals diferències amb els 737 anteriors. Entre les víctimes hi havia un veí de Granollers.

## Passatgers i tripulació
Les nacionalitats dels passatgers inclouen les següents:
| Nacionalitat    | Nombre de morts |
| --------------- | --------------- |
| Kenya           | 32              |
| Canadà          | 18              |
| Etiòpia         | 9               |
| Estats Units    | 8               |
| Itàlia          | 8               |
| R.P. de la Xina | 7               |
| França          | 7               |
| Regne Unit      | 7               |
| Egipte          | 6               |
| Alemanya        | 5               |
| Eslovàquia      | 4               |
| Índia           | 4               |
| Àustria         | 3               |
| Rússia          | 3               |
| Suècia          | 3               |
| Espanya         | 2               |
| Israel          | 2               |
| Marroc          | 2               |
| Polònia         | 2               |
| Aràbia Saudita  | 1               |
| Bèlgica         | 1               |
| Hong Kong       | 1               |
| Indonèsia       | 1               |
| Irlanda         | 1               |
| Moçambic        | 1               |
| Nepal           | 1               |
| Nigèria         | 1               |
| Noruega         | 1               |
| Ruanda          | 1               |
| Sèrbia          | 1               |
| Somàlia         | 1               |
| Sudan           | 1               |
| Togo            | 1               |
| Uganda          | 1               |
| Iemen           | 1               |
| Mèxic           | 1               |
| Djibouti        | 1               |

Entre les víctimes fatals de l'accident es va reportar a l'escriptor i acadèmic canadenc d'origen nigerià, Pius Adesanmi, i a l'arqueòleg italià Sebastiano Tusa, així com 19 persones vinculades al Programa de les Nacions Unides per al Medi ambient. Precisament a Nairobi hi havia un congrés per tractar l'avaluació i regulació de possibles mètodes i marcs de gestió per la geoingeniería, com un pas primerenc cap a un sistema internacional del mateix. Dos passatgers que tenien planejat viatjar en aquest vol no van poder fer-ho perquè la seva connexió es va retardar.

## Recerca i conseqüències
L'Autoritat d'Aviació Civil d'Etiòpia és responsable d'investigar els accidents d'aviació civil a Etiòpia. El fabricant d'avions Boeing va declarar que col·laborarà amb la Junta Nacional de Seguretat del Transport dels Estats Units i ajudarà Ethiopian Airlines. L'Administració Federal d'Aviació dels Estats Units també ajudarà en la recerca. Tant la gravadora de veu de la cabina com la gravadora de dades de vol es van recuperar del lloc de l'accident l'11 de març.
Les semblances amb el sinistre del Vol 610 de Lion Air a l'octubre de 2018 van portar al fet que 42 països suspenguessin els vols amb aquest model, i que la Unió Europea i països com Índia, Canadà i Xina li tanquessin el seu espai aeri. Al 12 de març, dos de tres unitats devien oficialment romandre en terra. La majoria dels avions que segueixen volant ho fan als Estats Units, on l'Administració Federal d'Aviació va dir que «no hi havia raons per ordenar que els avions romanguessin a terra». Al seu torn, va transcendir que el president de Boeing, Dennis A. Muilenburg, va trucar des de Chicago el president dels Estats Units, Donald Trump, per expressar-li la seva confiança en el 737 Max 8. El 13 de març, els Estats Units es van unir a la llista de països que van prohibir usar-ho.
Tot això va provocar una pèrdua de capitalització a borsa de Boeing de 27.000 milions en només cinc dies.